# Арсеньев, Александр Осипович
Алекса́ндр О́сипович Арсе́ньев (1803—1876) — русский военный, генерал-майор.

## Биография
Родился в 1803 году. Происходил из дворян Курской губернии, сын соляного пристава в Рыльске Осипа Егоровича.
Воспитывался в частном учебном заведении. На службу поступил 9 апреля 1821 года юнкером в Астраханский кирасирский полк. 4 января 1822 года произведен в корнеты, в 1824 году — в поручики и назначен полковым адъютантом.
В 1827 году произведен в штабс-ротмистры, а в 1830 году в ротмистры. 1 апреля 1833 года переведен в Лубенский гусарский полк. 6 февраля 1834 года прикомандирован к кавалергардскому полку, а 14 августа того же года переведен в этот же полк.
31 марта 1835 года прикомандирован к управлению корпуса жандармов и 28 мая того же года назначен жандармским штаб-офицером в Астраханскую губернию, с переименованием в подполковники. В 1837 году переведен на ту же должность в Пензенскую губернию.
В 1840 году переведен в Черниговскую губернию. В 1842 году произведен в полковники и переведен в Сибирский уланский полк. В 1847 году переведен в Ингерманландский гусарский полк. 30 января 1850 года назначен командиром Псковского кирасирского полка.
6 декабря 1851 года произведен в генерал-майоры, с оставлением командиром полка. 13 апреля 1856 года уволен со службы с мундиром и пенсионом. Скончался в 1876 году.

### Семья
Был женат на вдове коллежского асессора Марии Дмитриевне Анциферовой урожденной Мацневой от неё имел детей: Митрофана, Юлию и Екатерину.

## Награды
- Награждён орденом Св. Георгия 4-й степени (№ 7963; 26 ноября 1848) и другими наградами.